# Martin Maryland
Мартин Меріленд (англ. Martin Maryland) — американський двомоторний легкий бомбардувальник виробництва компанії Martin. Виготовлявся за специфікаціями армії США, як легкий бомбардувальник/штурмовик, але програв в конкурсі Douglas DB-7. Тим не менше масово виготовлявся на експорт для Великої Британії і Франції, а також став базою для наступного успішного бомбардувальника Martin Baltimore.

## Історія створення

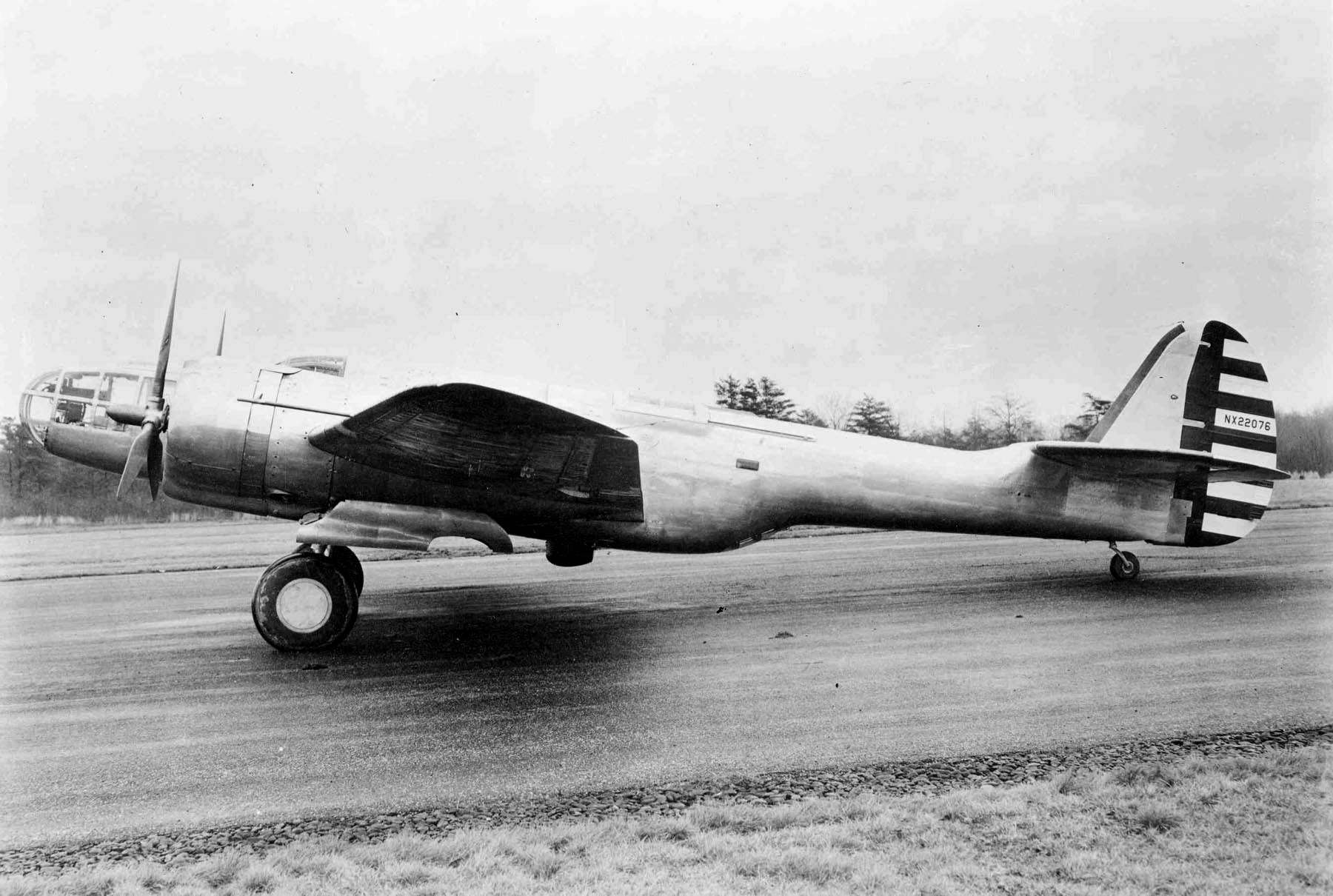
Прототип XA-22

В січні 1938 року командуванням американської армії була видана специфікація 38-385 на створення літака, який б виконував функції легкого бомбардувальника, штурмовика і розвідника, і діяв над безпосереднім полем бою. В компанії Martin був створений проект літака «модель 167» — суцільнометалевий середньоплан з однокілевим оперенням і висувним шасі. Літак оснащувався двигунами Pratt & Whitney R-1830-37 і шістьма 7,62-мм кулеметами (4 курсові, і по одному в верхній і нижній установках).
Прототип вперше піднявся в повітря 13 березня 1939 року, а в травні вирушив на армійські випробування під позначенням XA-22. Хоча всі вимоги специфікації були виконані, авіаційне командування змінило свої вимоги і видало нову специфікацію 39-460, згідно якої літак мав діяти на середніх висотах. В конкурсі за цією специфікацією переміг проект фірми Douglas — DB-7, який і був прийнятий на озброєння. Проте «моделлю 167» зацікавилась Франція, і літак був запущений в серійне виробництво вже літом 1939 року. До квітня 1941 року було виготовлено 495 літаків.
В Франції літаки позначались Martin 167, а власну назву «Меріленд» (англ. «Maryland») вони отримали в Британії.

## Основні модифікації
- Martin 167A-3 (заводське позначення Martin 167F) — оснащувався двигунами Pratt & Whitney R-1830-SC3-G. Виготовлявся на замовлення Франції в декількох варіантах:
  - Martin 167F-1 — базова модель (115 екз.)
  - Martin 167F-2 — покращено бортове обладнання (100 екз.)
  - Martin 167F-3 — посилено бронювання (130 літаків замовлено, але було доставлено близько 50)
- Maryland Mk.I (заводське позначення Martin 167B-3) — замовлені Францією Martin 167F-3, які не дійшли до Європи до капітуляції останньої, а натомість були передані Великій Британії. Обладнання і озброєння були замінені на британські відповідники. (~85 екз.)
- Maryland Mk.II (заводське позначення Martin 167B-4) — додаткова партія замовлена Британією, оснащувались потужнішими двигунами Pratt & Whitney R-1830-S3C4-G, що дозволило збільшити бомбове навантаження до 906 кг. Також верхня кулеметна установка замінена на турель з двома кулеметами. (150 екз.)

## Історія використання

### Повітряні сили Франції
Перші «Мартини 167» надійшли на озброєння ВПС Франції вже в січні 1940 року і до травня 1941 року в бойових частинах було 79 літаків, ще 57 були в резерві чи на складі. Спочатку всі частини з «Мартинами» — п'ять бомбардувальних і одна розвідувальна група базувались в Північній Африці, але на початку травня дві бомбардувальні групи — GB I/62 і GB I/63 були повернуті в Францію. Після початку німецького наступу на Францію було перекинуто ще дві — GB II/62 і GB II/63. Всі чотири групи було зведено в один підрозділ, і перший бойовий виліт відбувся 22 травня, коли літаки GB I/63 завдали удару по німецьких військах біля Камбре. В наступні дні продовжувались нальоти на колони вермахту і переправи через Сомму. Втрати літаків постійно поновлювались з резервів, і кількість боєздатних літаків хоча і впала, наприклад 28 травня в строю було 33 боєздатні літаки з 52 потрібних, але підтримувалась сталою і щодня проводилось приблизно по 30 літако-вильотів. До середини червня бомбардування колон німецьких військ значно зменшилось, оскільки на дорогах окрім вермахту було багато біженців, тому 16 червня було видано вказівку повернути групи «Мартинів» (і деякі інші бомбардувальні групи) до Африки. Загалом за кампанію «Мартини» виконали 418 вильотів в яких було втрачено 18 літаків.
Після капітуляції Франції всі групи з «Мартинами» опинились під контролем режиму Віші: чотири бомбардувальні і одна розвідувальна групи в Північній Африці, і ще одна бомбардувальна — в Сирії. Крім цього з резервних літаків було створено три флотилії морської авіації: 2F, 3F і 4F, які базувались в Алжирі. Під контролем нового уряду «Мартини» вперше здійснили бойовий виліт 6 липня 1942 року проти Гібралтару, як відповідь за напад на Мерс-ель-Кебір. Пізніше три бомбардувальні групи (34 «Мартини») були перекинуті до Сенегалу, де брали участь в атаках по британському флоту. В цей ж час літаки базовані в Алжирі здійснили ще декілька нальотів на Гібралтар.
В 1941 році «Мартини» групи GB I/39 і флотилії 4F взяли участь в протидії британським військам під час сирійської операції, а 8 листопада 1942 року літаки групи GB I/39 і флотилії 3F безуспішно намагались перешкодити висадці десанту союзників під час операції «Смолоскип».
Після перемоги союзників в Африці декілька «Мартинів» було захоплено і передано військам Вільної Франції. З серпня 1944 року вони використовувались для патрулювання атлантичного узбережжя.

### Повітряні сили країн Британської співдружності

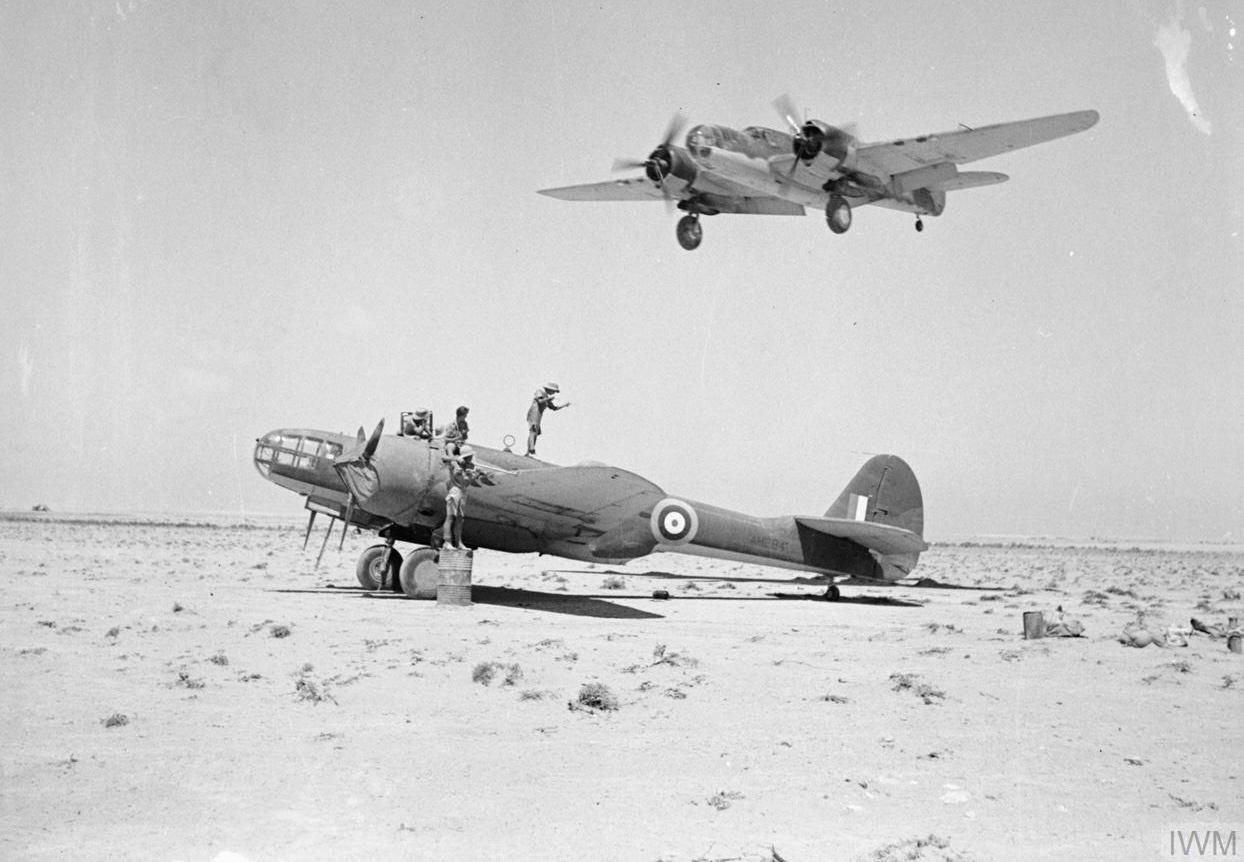
«Меріленди» 39-ї ескадрильї в Північній Африці.

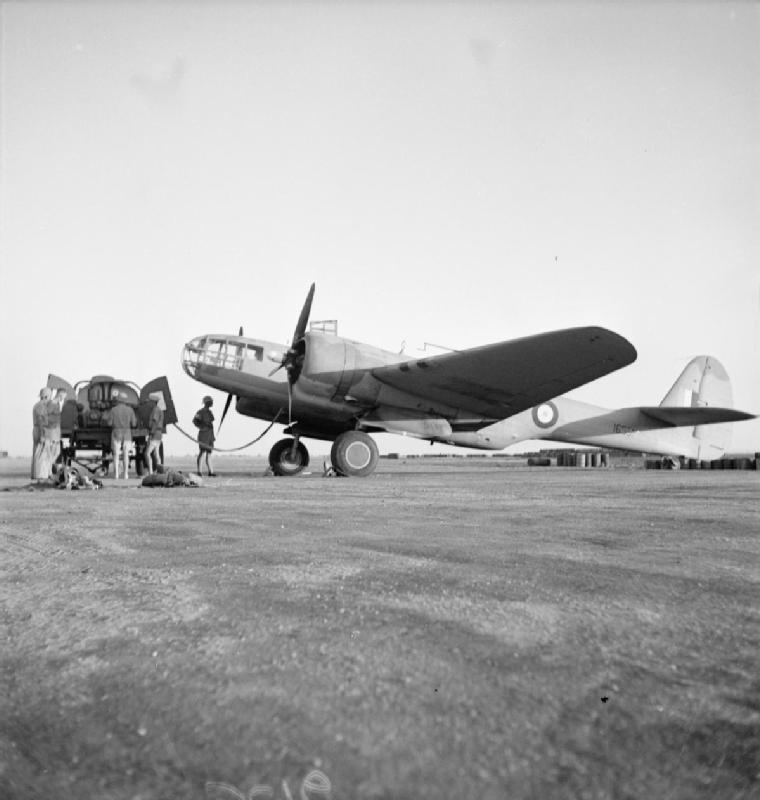
«Меріленд» ВПС Південно-Африканського союзу під час заправки. Північна Африка.

В Королівських ВПС 69-а ескадрилья першою отримала «Меріленди» в січні 1941 року. Вона базувалась на Мальті і здійснювала розвідувальні і патрульні місії над Середземним морем. В складі 39-ї ескадрильї Меріленди використовувались над Критом в травні 1941, пізніше в Північній Африці, де також діяла 223-ї ескадрилья, з декількома «Мерілендами» на озброєнні, але вже весною 1942 їх було замінено на новіші літаки. Більшість «Мерілендів» було передано до Південноафриканського союзу.
В ВПС Південної Африки отримали загалом 99 «Мерілендів». Першими, ще в січні 1941, вони надійшли до 12-ї і 14-ї ескадрилей, які діяли в Східній Африці, пізніше до 24-у і 21-у, які були перекинуті до Північної Африки. Останньою, в квітні 1942 року, «Меріленди» отримала 20-а ескадрилья, яка тим не менше встигла повоювати над Мадагаскаром.

## Тактико-технічні характеристики
Дані з Ударная авиация Второй Мировой — штурмовики, бомбардировщики, торпедоносцы

### Технічні характеристики
|                       |                       | Maryland Mk.I    | Maryland Mk.II    |
| --------------------- | --------------------- | ---------------- | ----------------- |
| Довжина               | Довжина               | 14,22 м          | 14,22 м           |
| Висота                | Висота                | 3,01 м           | 3,01 м            |
| Розмах крил           | Розмах крил           | 18,69 м          | 18,69 м           |
| Площа крил            | Площа крил            | 50,03 м²         | 50,03 м²          |
| Маса                  | пустого               | 5086 кг          | 5700 кг           |
| Маса                  | спорядженого          | 7624 кг          |                   |
| Маса                  | максимальна злітна    | 7851 кг          |                   |
| Двигуни               | Двигуни               | 2 × R-1830-SC3-G | 2 × R-1830-S3C4-G |
| Потужність            | Потужність            | 2 × 1065 к. с.   | 2 × 1200 к. с.    |
| Максимальна швидкість | Максимальна швидкість | 480 км/год       | 508 км/год        |
| Дальність польоту     | Дальність польоту     |                  | 2090 км           |
| Практична стеля       | Практична стеля       | 8850 м           | 9450 м            |

### Озброєння

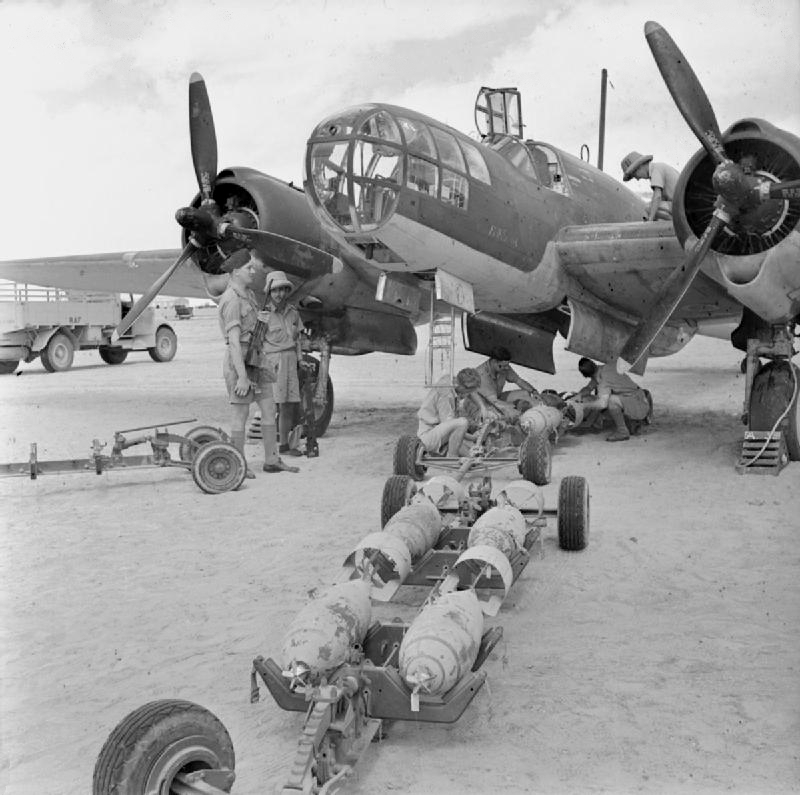
Завантаження бомб в «Меріленди»

Стрілецьке
- курсове — 4 × 7,7-мм кулемети Browning М1919 в крилах
- захисне:
  - Martin 167A-3 — по одному 7,7-мм кулемету MAC 1934[en] в верхній і нижній установках
  - Maryland Mk.I — по одному 7,7-мм кулемету Vickers K в верхній і нижній установках
  - Maryland Mk.II — 2 × 7,7-мм кулемети Vickers K в верхній турелі і 1 × 7,7-мм кулемет Vickers K в нижній установці

Бомбове
- Martin 167A-3/Maryland Mk.I — 560 кг бомб (2 × 280 кг бомби або 8 × 50 кг бомби)
- Maryland Mk.II — 908 кг бомб